# 5677 Aberdonia
5677 Aberdonia è un asteroide della fascia principale. Scoperto nel 1987, presenta un'orbita caratterizzata da un semiasse maggiore pari a 2,8348319 UA e da un'eccentricità di 0,0614197, inclinata di 1,49711° rispetto all'eclittica.